# فرودگاه شهری ویلیستون
فرودگاه شهری ویلیستون (به انگلیسی: Williston Municipal Airport) یک فرودگاه همگانی باربری است که یک باند فرود بتن دارد و طول باند آن ۲۰۳۲ متر است. این فرودگاه در کشور ایالات متحده آمریکا قرار دارد و در ارتفاع ۲۳ متری از سطح دریا واقع شده است.